# Tuerta cyanopasts
Tuerta cyanopasts là một loài bướm đêm trong họ Noctuidae.